# Oberea pagana
Oberea pagana là một loài bọ cánh cứng trong họ Cerambycidae.